# Winchester (Nevada)
Winchester è una census-designated place (CDP) degli Stati Uniti d'America, situata nella contea di Clark, nello stato del Nevada. Si trova a sud della città di Las Vegas. Al censimento del 2000 possedeva 26.958 abitanti.
Comprende una parte della Las Vegas Strip.